# Agrotis cleiducha
Agrotis cleiducha là một loài bướm đêm trong họ Noctuidae.